# تايلاند في الألعاب الأولمبية
تايلاند في الألعاب الأولمبية تعتبر الألعاب الأولمبية من الأحداث الرياضية المهمة في تايلاند، تقوم اللجنة الأولمبية التايلاندية بالإشراف في شؤون مشاركات تايلاند في الألعاب الأولمبية، أول مشاركة لتايلاند في الألعاب الأولمبية كانت في دورة 1952 في هلسنكي وتمكنت من الفوز بأول ميدالية لها في دورة 1976 في مونتريال، بينما أول ميدالية ذهبية فازت بها منغوليا كانت في دورة 1996 في أتالانتا، وقد فازت تايلاند بمشوارها الأولمبي بمجموع 24 ميدالية منها 7 ميدالية ذهبية و 6 فضية و11 برونزية، أكثر الرياضات التي تنافس فيها منغوليا هي الملاكمة و رفع الأثقال و التايكواندو.